# Petrit Myftiu
Petrit Myftiu (ur. ?, zm. 26 listopada 2020 w Tiranie) – albański wojskowy, uważany za jednego z najważniejszych żołnierzy w historii Marynarki Wojennej Albanii.

## Życiorys
W wieku 23 lat rozpoczął karierę wojskową; był kapitanem okrętu podwodnego, następnie szefem sztabu brygady okrętów podwodnych we Wlorze. Służbę wojskową kontynuował jako dowódca bazy wojskowej w Durrës.
Zmarł dnia 26 listopada 2020 roku w Tiranie z powodu COVID-19.